# Миклош III Кёсеги
Миклош III Кёсеги (? — 1314) — крупный венгерский магнат и землевладелец начала XIV века, глава казначейства (1307, 1311—1314).

## Семья
Миклош родился около 1285 года во влиятельном и богатом клане Кёсеги. Один из двух сыновей Грегори Кёсеги. Его младшим братом был Андраш Кёсеги. Его отец Грегори погиб от удара молнии в 1297 году, оставив ребёнка Николая как наследника своего деда Иван, который основал провинцию в Западной Трансданубии, независимую от королевской власти. У Миклоша не было детей.

## Карьера
Миклош Кёсеги появился в исторических документах в феврале 1307 года, когда он был упомянут как магистр казначейства при дворе короля Венгрии Оттона Баварского. Герцог Оттон Баварский был одним из претендентов на венгерский престол, чьи устремления поддерживал Иван Кесеги. Миклош потерял свою должность ещё в том же 1307 году, когда Оттон Баварский был схвачен и заключен в тюрьму воеводой Трансильвании Ладиславом Каном. Иван Кесеги скончался 5 апреля 1308 года. Миклош унаследовал его власть и положение. Он стал наследственным ишпаном графства Ваш, Шопрон, Зала и, возможно, Мошон и Дьёр до самой его смерти. Он владел различными замками в этом регионе, например Кёсег, Боростьянке (сегодня Бернштайн, Австрия), Шарвар и Бикуг (рядом с Дойчкройцом), а также аббатство Паннонхальма.
Отказавшись от политической ориентации своего деда, Миклош Кёсеги принял в заседании парламента в Пеште 27 ноября 1308 года, где соперник Оттона, Карл Роберт Анжуйский был единогласно провозглашен королем Венгрии. Его дядя, Хенрик II Кёсеги, также присутствовал на этом заседании. В июне 1309 года Хенрик Кесеги подтвердил свою клятву верности королю Карлу от имени самого себя, своего внучатого племянника Миклоша и семьи их фамильяров. Венгерский историк Аттила Жолдос утверждает, что Хенрик выступал в этом качестве в качестве старшего в семье, но Миклош представлял ветвь Ивана Кёсеги. После смерти Хенрика в 1310 году Миклош Кёсеги стал главой семьи. После начала мятежа Матуша Чака король Карл Роберт назначил главой казны Миклоша Кёсеги весной 1311 года, возможно, в марте или апреле. Он занимал эту должность до самой своей смерти.
23 января 1312 года Миклош Кесеги подтвердил свой ранее заключенный союз с Габсбургами в Фюрстенфельде, помимо его собственной персоны, от имени младшего брата Андраша, дяди Миклоша, епископа Дьёра, и сыновья покойного Хенрика, Яноша и Петера «Херцога». В соответствии с документом, Миклош Кёсеги провел встречу с Фридрихом I, герцогом Австрийским, в Винер-Нойштадте. В документе подчеркивается, что Миклош II и его семья также были привержены служению королю Венгрии Карлу I, одновременно поддерживая хорошие отношения с герцогом Австрии Фридрихом Справедливым. Миклош Кесеги пытался стабилизировать свою власть в пограничных землях и занял нейтральную позицию в объединительной войне Карла Роберта против провинциальных магнатов. Он не посылал солдат в королевскую армию, но и не восставал против короля, когда Карл Роберт вел войну с могущественным олигархом Матушем Чаком в начале 1310-х годов.
Миклош Кёсеги скончался в начале 1314 года, не оставив потомков мужского пола. Ему наследовал его младший брат Андраш Кёсеги, который продолжил политику своего деда Ивана Кёсеги и возобновил борьбу против королевской власти, способствовав падению клана Кёсеги в 1317 году.